# 詹姆斯·艾利森 (動力運動)
詹姆斯·埃里森（英語：James Allison，1968年2月22日—）是一名英国一级方程式赛车工程师，目前担任梅赛德斯AMG车队的技术总监。

## 早期生活
1968年2月22日，詹姆斯·埃里森出生于英国林肯郡勞斯，他的父亲是英国皇家空军的空军上将约翰·埃里森爵士。詹姆斯·埃里森在阿賓頓學校毕业后前往剑桥大学继续学业。他在剑桥学习机械工程和空气动力学，并于1991年毕业。

## 职业生涯

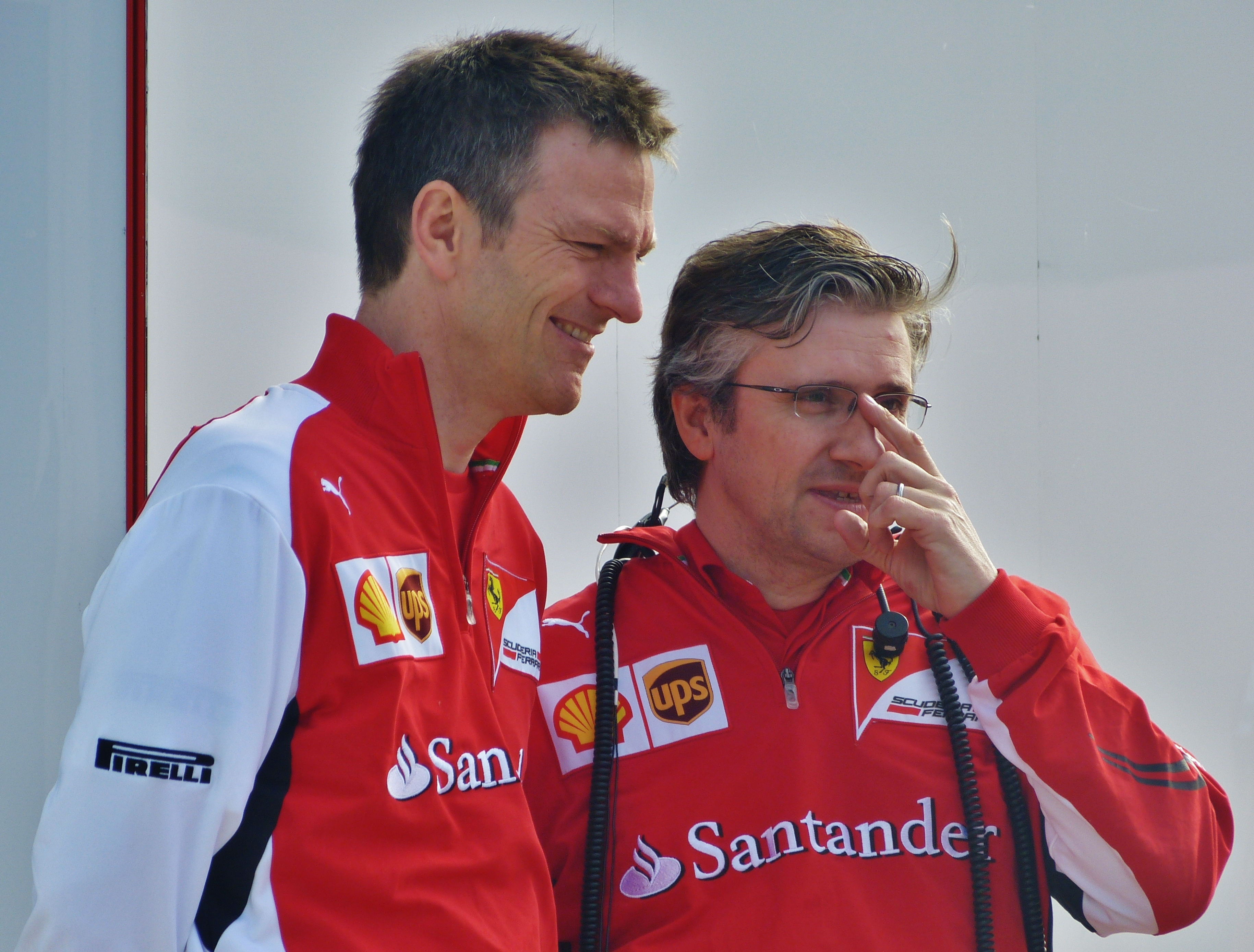
2014年时的詹姆斯·埃里森（左）与帕特·弗莱（右）

詹姆斯·埃里森在大学毕业后加入了贝纳通车队的空气动力部门。几年后他离开贝纳通前往拉鲁斯车队担任空气动力学部门的主管。不过随着拉鲁斯车队退出一级方程式赛事，他又回到贝纳通担任空气动力部门的主管到2000年，他离开贝纳通，加入法拉利车队。在法拉利车队任职5年后，詹姆斯·埃里森来到继承了贝纳通车队资产的雷诺车队并担任副技术总监；2009年，他升任为技术总监。2012年车队更改为路特斯车队后，他继续留任。2013年，詹姆斯离开路特斯车队，并再次加入法拉利，担任底盘技术总监，并在之后成为车队的技术总监。2016年，他因为个人原因选择离开法拉利。2017年，他加入梅赛德斯AMG车队担任车队技术总监。2021年4月，梅赛德斯宣布埃里森将成为车队的首席技术官，而技术总监将由麦克·埃利奥特担任。2023年3月，在2023年赛季开局不及预期的情况下，有报道称梅赛德斯车队召回埃里森返回技术研发的第一线，协助车队改善W14的性能表现。2023年4月，梅赛德斯确认埃里森将重新担任车队技术总监，而埃利奥特改为担任首席技术官。